# Жабинская, Антонина

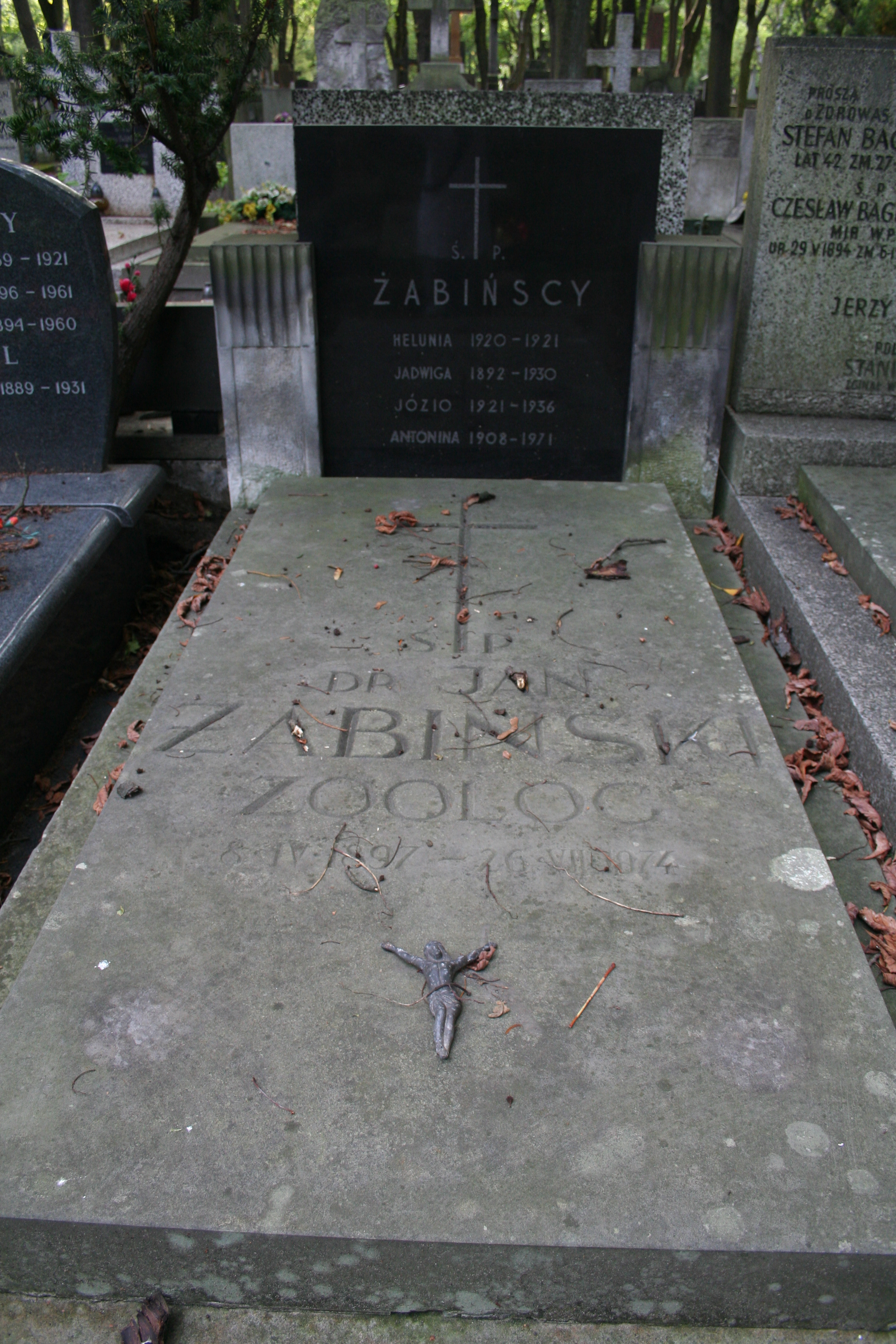
Могила Яна и Антонины Жабинских на варшавском кладбище Старые Повонзки

Антонина Мария Жабинская, пол. Antonina Maria Żabińska, урождённая Эрдман (18 июля 1908, Санкт-Петербург — 19 марта 1971, Варшава) — польская писательница, супруга и долголетняя помощница зоолога Яна Жабинского, владельца Варшавского зоопарка, деятельница Польского сопротивления. Праведник мира.

## Биография
Дебютировала рассказом Памятник жирафу в сборнике Moje pisemko (1934). В 1936 г. опубликовала книгу «Как беловежские рысята стали варшавянками» (как первый том серии «Рассказы о природе»). В 1939 г. выпустила книгу «Джолли и семья», которая неоднократно переиздавалась после войны, в том числе и на русском языке.
Во времена Второй мировой войны вместе с мужем прятала на территории пустых вольеров зоопарка евреев, бежавших из варшавского гетто. В 1965 г. вместе с мужем получила титул Праведник мира.
После войны опубликовала повести для детей «Рысята» (1948) и «Барсучок» (1964). В 1968 г. издала воспоминания «Люди и звери», в которых рассказала, в частности, о временах оккупации. В 1970 г. вышла её последняя книга «Наш дом в зоопарке».
Похоронена на кладбище Старые Повонзки.
В 2007 году Диана Акерман посвятила ей книгу «Жена владельца зоопарка» (в Польше — под названием «Убежище. Рассказ о евреях, укрытых в варшавском зоопарке» (2009)). В 2016 г. по повести был поставлен одноимённый фильм, где роль Антонины исполнила Джессика Честейн, а роль её супруга — бельгиец Йохан Хельденберг.

### Личная жизнь
В семье было двое детей — сын Рышард (1936-2019) и родившаяся во время войны дочь Тереза (1944-2021).

## Сочинения

### На русском языке
- Джолли и её друзья. Рассказы из жизни Варшавского зоопарка. Перевод с польского Л. Васильева.